# عملية الفجر 3
عملية الفجر 3 أو عملية والفجر 3 (بالفارسية : عملیات والفجر-3) كانت عمليةً خلال الحرب العراقية الإيرانية. شُنّت العملية في نطاق "عملية شبه واسعة النطاق" في منطقة مهران (بمحافظة إيلام)؛ وأدت في النهاية إلى تحرير مهران على يد القوات الإيرانية. كانت أهداف إيران من العملية كما يلي:
- تحرير مدينة مهران من مرمى نيران العدو
- تسهيل العلاقة بين "دهلران – مهران" و"إيلام – مهران"
- تعديل خطوط الدفاع ضد العدو (العراق)، ونقلها من المرتفعات إلى السهول.[4]

كانت هذه أسوأ هزيمة مُنيت بها إيران في جميع عمليات الفجر. شارك حوالي 180 ألف جندي إيراني في هذا الهجوم، الذي استهدف الجبهة المركزية في منطقة مهران. إلا أن القوة النارية العراقية الضعيفة، الداعمة للقوات المتحصنة بعمق، سحقت القوات الإيرانية المتقدمة. ورغم حماس القوات الإيرانية الشديد، إلا أنها كانت ضعيفة التدريب والتجهيز لهذه المعركة. كانت العملية كارثية بالنسبة لإيران.
ورد العراقيون بالخروج من خنادقهم لشن هجوم مضاد على إيران والاستيلاء على مهران للمرة الثانية.

## خلفية
عملية الفجر 3 هي جزء من سلسلة عمليات الفجر، والتي شملت حوالي 500000 جندي يغطون جبهة بطول 150 ميلاً. أُطلِقَت في فبراير 1983 ووصفها رئيس مجلس النواب أكبر هاشمي رفسنجاني بأنها الخطوة الأخيرة نحو إنهاء الحرب بين إيران والعراق. تركزت الحملة الأولى في منطقة مستنقع الحويزة وفي حاج عمران خلال عملية الفجر 2. لم تحقق سوى مكاسب ضئيلة وبدأت في إضعاف معنويات القوات الإيرانية وكذلك السمعة الإيرانية. بدأ الإيرانيون هجومًا جديدًا في يوليو 1983 في القطاع المركزي (زرباطية).

## معركة
حاول الإيرانيون استغلال الأنشطة في الشمال بشكل أكبر بعد عملية الفجر 2 في 30 يوليو/تموز 1983. رأت إيران فرصة سانحة لسحق القوات العراقية المسيطرة على الطرق بين مدن مهران ودهلران وعيلام الحدودية الجبلية الخاضعة لسيطرتها. شنّ العراق غارات جوية على 50 ألف جندي إيراني متمركزين في منطقة جبلية، منهكين أنفسهم في محاولة طرد الإيرانيين. أدرك العراق حاجته إلى تغيير تكتيكاته، فزوّد مروحيات هجومية برؤوس حربية كيميائية؛ ورغم عدم فعاليتها، إلا أنها أظهرت اهتمامًا متزايدًا من هيئة الأركان العامة العراقية وصدام باستخدام الأسلحة الكيميائية. في النهاية، لقي 17 ألف جندي حتفهم، [بحاجة لتوضيح] دون أي مكاسب لأي من البلدين.[73]